# Elmgreen and Dragset

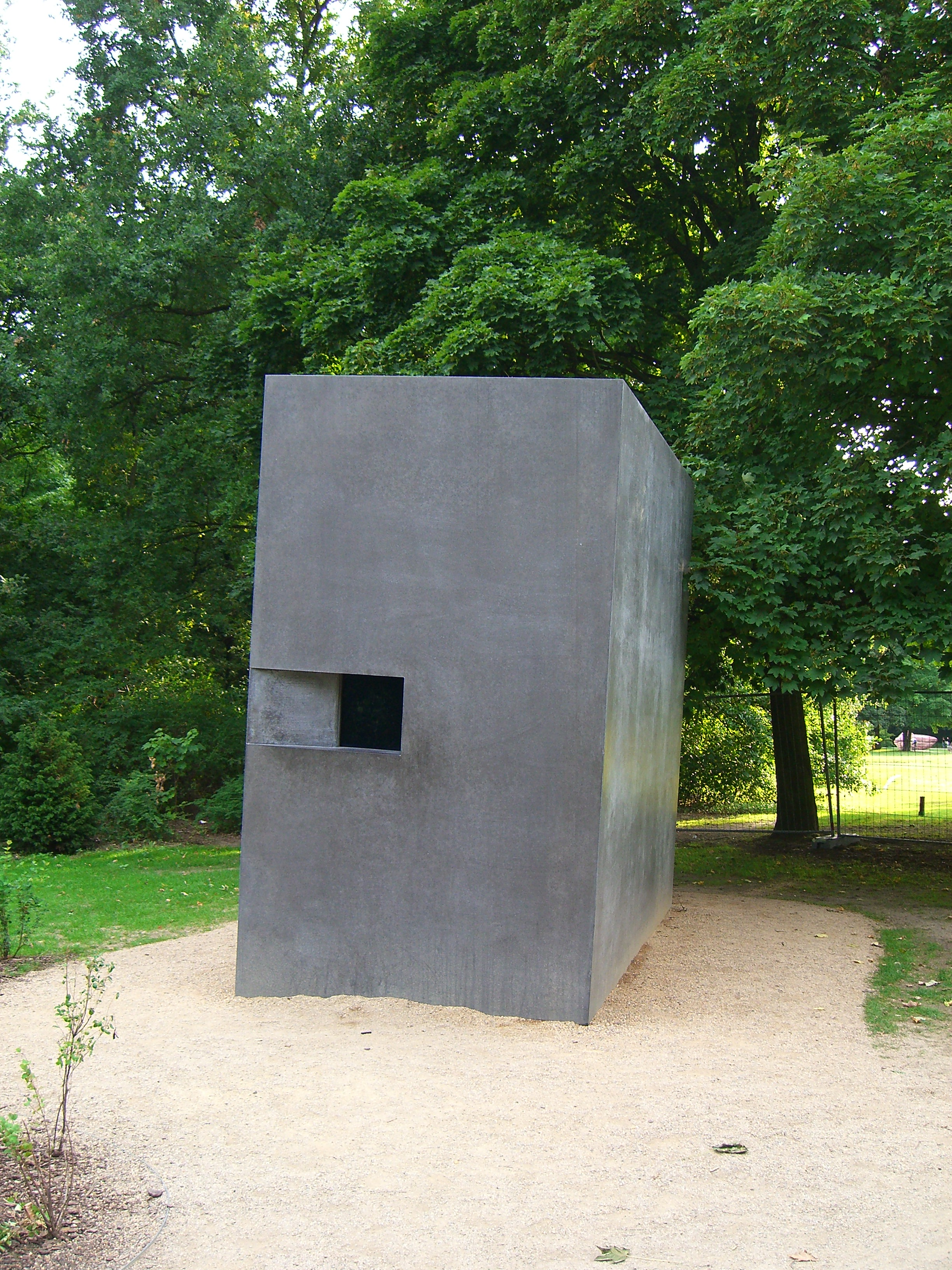
Monument en homenatge a la repressió contra els homosexuals a Berlín

Elmgreen and Dragset és una parella artística formada per Michael Elmgreen (1961, Copenhaguen, Dinamarca) i Ingar Dragset (1968, Trondheim, Noruega).
Viuen i treballen junts a Berlín. Són coneguts per facturar unes obres d'art on l'enginy i l'humor subversiu formen una part important del procés creatiu, abordant també greus preocupacions culturals.
Elmgreen i Dragset es van unir el 1995 i es van traslladar a Berlín el 1997, on va convertir un edifici de 100m2 de grans dimensions en una casa i estudi. Les seves exposicions inclouen la transformació de la Fundació Bohen a Nova York en un metro del carrer 13 el 2004, un emplaçament de la marca "Prada" amb encant al mig del desert de Texas el 2005, i el seu show del Benestar Social el 2006 a la Serpentine Gallery de Londres, i la Power Plant Contemporary Art Gallery, Toronto, que van ser aclamats per la crítica.
El 2003 Van guanyar un concurs organtitzat pel govern alemany per instal·lar un monument al parc Tiergarten de Berlín, en memòria de les víctimes homosexuals del règim nazi, que va ser presentat el maig de 2008.
El 2011, el seu disseny Powerless Structures, Fig.101, va guanyar un altre concurs anual públic per instal·lar la seva obra a Trafalgar Square, a Londres. i també van participar en l'exposició You're not alone, a la Fundació Joan Miró de Barcelona.
El 2012 van instal·lar la seva escultura "Han" al port d'Helsingør (Dinamarca).